# Greneville-en-Beauce

Greneville-en-Beauce este o comună în departamentul Loiret din centrul Franței. În 1 ianuarie 2022 avea o populație de 672 de locuitori.